# Піт Йорн

Пітер Джозеф Йорн (англ. Peter Joseph Yorn) — американський співак, що вперше одержав міжнародне визнання у 2000 році, коли його музика пролунала в фільмі «Me, Myself & Irene».

## Ранні роки
Майбутній співак народився 27 липня 1974 року в Монтвіллі, Нью-Джерсі, США. Його батько — стоматолог, а мати — вчителька, піаніст в минулому. Хлопець навчився грати на барабанах у віці 9 років, згодом опанував гітару.

## Творчість
Отримав диплом у Сіракузькому університеті (навчався з 1996 року). Після цього переїхав до Лос-Анжелесу. Там виступав у кафе Ларго. Кінопродюсер Бредлі Томас вподобав творчість співака, використав його творчість у фільмі «Me, Myself & Irene».
У 2001 році випускає перший альбом «музика для ранку опісля» («musicforthemorningafter»).
Другий альбом Піта Йорна має назву «Day I Forgot» та був презентований у 2003 році.
У 2006 році з'явився третій альбом виконавця («Nightcrawler»).
Пісню Піта Йорна «Lose You» можна почути на закінченні серії «Прості пояснення» серіалу «Доктор Хаус». Також його пісню було використано в мультфільмі «Сезон полювання».
Брав участь у записі альбому Метью Гуда у 2009 році (як бек-вокал).
Йорн гастролював із гуртом Coldplay (відкривав концерти), співпрацював із акторкою Скарлет Йохансон для запису альбому Break Up.

## Дискографія

### Студійні альбоми
- «музикадляранкуопілся» (musicforthemorningafter) (2001)
- Day I Forgot (2003)
- Нічний (Nightcrawler) (2006)
- Back and Fourth (2009)
- Break Up (із Скарлет Йохансон) (2009)

### Альбомивживу
- Live at the Roxy (2001)
- Live from New Jersey (2004)

## Актор
- Тупиці (The Movie … Bobby Peacock) (2006)
- Too Tough to Die: A Tribute to Johnny Ramone (2006)

## Актор, у виконанні самого себе
- Еллен: Шоу Еллен ДеДженерес (Ellen: The Ellen DeGeneres Show) (серіал) (2003)
- Пізня ніч із Конаном О'Браєном (Late Night with Conan O'Brien) (серіал) (1993–2008)